# Ziomkostwa w Niemczech
Ziomkostwa w Niemczech – organizacje społeczno-polityczne w Niemczech powstałe na terenie zachodnich stref okupacyjnych, skupiające Niemców zbiegłych w obliczu nacierającej Armii Czerwonej lub wysiedlonych przymusowo na mocy układów poczdamskich z terenów które weszły w skład Polski, Czechosłowacji, Rumunii, Bułgarii, Węgier, Jugosławii i ZSRR.
Pierwsze grupy ziomkostw powstały już 1945 r., głównie w celu niesienia samopomocy wysiedlonej ludności oraz w celu kultywowania tradycji regionalnych. W 1948 powstało Ogólne Przedstawicielstwo Wypędzonych ze Wschodu (Gesamtvertretung der Ostvetriebenen), rozpoczęto też tworzenie struktur zrzeszających ziomkostwa w poszczególnych landach. W 1949/50 we Frankfurcie nad Menem powołany został Centralny Związek Wypędzonych Niemców (Zentralverband der Vertriebenen Deutschen, od 1951 r. Bund der Vetriebenen Deutschen), natomiast w Hamburgu Zjednoczenie Ziomkostw Wschodnioniemieckich (Vereinigte Ostdeutsche Landsmannschaften). W 1950 r. oba ugrupowania proklamowały wspólnie opracowaną „Kartę niemieckich Wypędzonych ze Stron Ojczystych” (Charta der deutschen Heimatvertriebenen). W 1951 r. odbył się pierwszy wspólny kongres, a w 1958 r. obie organizacje ziomkostw połączyły się tworząc organizację centralną zwaną Związek Wypędzonych.
Status prawny wypędzonego opiera się na ustawie federalnej z 1953 r. Obejmuje on również dzieci urodzone już na terenie RFN oraz inne grupy osób przybyłe do Niemiec, np. przesiedleńców lub przybyłych w ramach łączenia rodzin. Początkowo status wypędzonego miało ok. 8 mln osób (1948), w 1984 posiadało go ok. 16 mln Niemców.

## Oddziały
Obecnie na terenie Niemiec działa ponad 20 różnego rodzaju ziomkostw:
- Bessarabiendeutscher Verein(inne języki) (Towarzystwo Besarabskoniemieckie)
- Landsmannschaft Ostpreußen(inne języki) (Ziomkostwo Prusy Wschodnie)
- Landsmannschaft Schlesien – Nieder- und Oberschlesien e. V. (Ziomkostwo Śląsk – Dolny i Górny Śląsk)
- Deutsch-Baltische Gesellschaft(inne języki) (Towarzystwo Niemiecko-Bałtyckie)
- Deutscher Böhmerwaldbund(inne języki) e. V. (Niemiecki Związek Szumawski)
- Landsmannschaft der Banater Schwaben(inne języki) e. V. (Ziomkostwo Szwabów Banackich)
- Landsmannschaft Berlin-Mark Brandenburg(inne języki) (Ziomkostwo Berlin-Marchia Brandenburska)
- Landsmannschaft der Bessarabiendeutschen(inne języki) e. V. (Ziomkostwo Niemców Besarabskich)
- Landsmannschaft der Buchenlanddeutschen(inne języki) (Bukowina) e. V. (Ziomkostwo Niemców Bukowińskich (Bukowina))
- Bund der Danziger(inne języki) e. V. (Związek Gdańszczan)
- Landsmannschaft der Dobrudscha- und Bulgariendeutschen(inne języki) (Ziomkostwo Niemców Dobrudzkich i Bułgarskich)
- Landsmannschaft der Donauschwaben(inne języki), Bundesverband e. V. (Ziomkostwo Szwabów Dunajskich, Związek Federalny)
- Karpatendeutsche Landsmannschaft Slowakei e. V. (Ziomkostwo Karpackoniemieckie Słowacja)
- Landsmannschaft der Deutschen aus Litauen(inne języki) e. V. (Ziomkostwo Niemców z Litwy)
- Landsmannschaft Mecklenburg(inne języki) e. V. (Ziomkostwo Meklemburgia)
- Landsmannschaft der Oberschlesier e.V. – Bundesverband (Ziomkostwo Górnoślązaków – Związek Federalny)
- Pommersche Landsmannschaft – Zentralverband – e. V. (Ziomkostwo Pomorskie – Związek Centralny)
- Landsmannschaft der Deutschen aus Russland(inne języki) e. V. (Ziomkostwo Niemców z Rosji)
- Landsmannschaft der Sathmarer Schwaben(inne języki) in der Bundesrepublik Deutschland e. V. (Ziomkostwo Szwabów Satmarskich w RFN)
- Verband der Siebenbürger Sachsen in Deutschland e. V. (Związek Sasów Siedmiogrodzkich w Niemczech)
- Sudetendeutsche Landsmannschaft e. V. – Bundesverband (Ziomkostwo Sudeckoniemieckie – Związek Federalny)
- Landsmannschaft der Deutschen aus Ungarn(inne języki) (Ziomkostwo Niemców z Węgier)
- Landsmannschaft Weichsel-Warthe Bundesverband e. V. (Ziomkostwo Wisła-Warta Związek Federalny)
- Landsmannschaft Westpreußen(inne języki) e. V. (Ziomkostwo Prusy Zachodnie)